# Ossineke
Ossineke is een plaats (census-designated place) in de Amerikaanse staat Michigan, en valt bestuurlijk gezien onder Alpena County.

## Demografie
Bij de volkstelling in 2000 werd het aantal inwoners vastgesteld op 1059.

## Geografie
Volgens het United States Census Bureau beslaat de plaats een oppervlakte van
9,5 km², geheel bestaande uit land. Ossineke ligt op ongeveer 199 m boven zeeniveau.

## Plaatsen in de nabije omgeving
De onderstaande figuur toont nabijgelegen plaatsen in een straal van 32 km rond Ossineke.